# Фризија
Фризија (нем. и хол. Friesland) је регија  у Немачкој и Холандији. Налази се на југоисточни део Северног мора. Фризија је традиционална домовина Фриза, германског народа који говорe фризијске језике.

## Подела
Фризија се дели  у три групе:
Северна Фризија у Немачкој - Северни Фрисланд и Хелголанд
Источна Фризија у Немачкој - Источни Фрисланд, Затерланд,  Рустринген, Ланд Вурстен
Западна Фризија у Холандији - Западни Фрисланд, Фрисланд, Омеланден
У Немачком делу живи 888.075 становника, а у Холандском делу живи 1.790.717.